# Troels Christian Jakobsen
Troels Christian Jakobsen (født 15. oktober 1969) er en dansk politiker og manuskriptforfatter uddannet ved Dramatikeruddannelsen ved Aarhus Teater.

## Politisk karriere
Troels Christian Jakobsen sidder i Borgerrepræsentationen for Alternativet og er medlem af Teknik- og Miljøudvalget. Han sidder i Metroselskabets bestyrelsen, udpeget af Københavns Kommune.
Troels har stillet op til Kommunalvalg 2017, Kommunalvalg 2021 og Folketingsvalg 2022. Han blev valgt til Kommunalvalget 2017 i København, men fik ikke nok stemmer til at blive genvalgt i 2021. Han trådte dog ind som afløser for Christina Sade Olumeko, da hun blev valgt ind i Folketinget i 2022.